# Indel
Indel is een verzamelnaam voor een bepaald type mutaties van het DNA. Het gaat om veranderingen waarbij één of meer nucleotides worden ingevoegd (IN-sertie) of juist verloren gaan (DEL-etie). In de meeste gevallen gaat het om een verandering van één nucleotide.
Een indel in een gebied dat codeert voor een eiwit heeft meestal een ernstig effect op de eiwitproductie. Toevoegen of weglaten van een nucleotide leidt namelijk tot een verstoring van het leesraam: dit wordt frameshiftmutatie genoemd. Daarom zijn ze meestal ernstiger dan puntmutaties; echter puntmutaties komen veel frequenter voor.
Taalkundig is de term indel een lettergreepwoord.